# Pilemia arida
Espèce
Pilemia arida est une espèce d'Insectes coléoptères de la famille des Cerambycidae.

## Répartition
Pilemia arida se rencontre en Jordanie, en Israël, au Liban, en Syrie et dans la province de Hatay en Turquie,.

## Biologie
Des imagos ont été observés dans le semi-désert montagneux sur Eremostachys laciniata fin mars et début avril.

## Classification

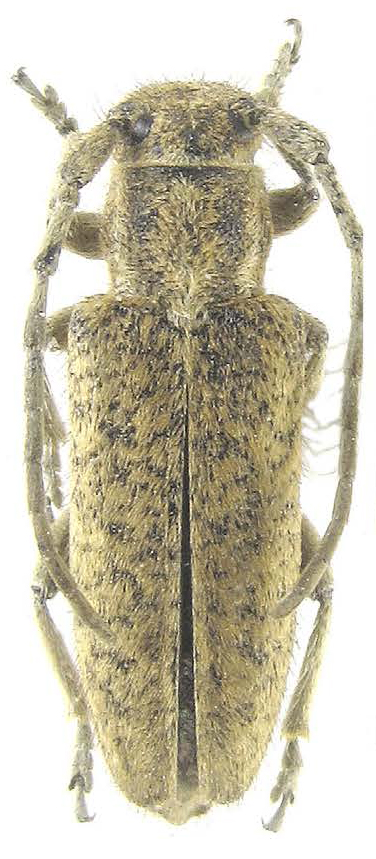
Femelle paratype de Pilemia arida.

Le nom valide complet (avec auteur) de ce taxon est Pilemia (Pseudopilemia) arida Lazarev, 2023.
L'holotype a été capturé en 2021 à 660 m dans les monts Qullat Umm Rusūm (d) (Jordanie) à 14 km au sud-ouest de Madaba (31° 39′ 47″ N, 35° 39′ 34″ E).

## Étymologie
Le nom vient du latin « arida » – « sec », en tant que caractère essentiel du paysage indigène.

## Publication originale
- (en) M.A. Lazarev, « Taxonomy notes on Pilemia (Pseudopilemia Kasatkin, 2018) with descriptions of a new species and two new subspecies (Coleoptera: Cerambycidae) », Studies and Reports. Taxonomical Series, République tchèque, vol. 19, no 1,‎ 31 mars 2023, p. 63-86 (ISSN 1805-5648, DOI 10.5281/zenodo.7811946, lire en ligne, consulté le 11 avril 2024).